# 16. Kurentovanje (1976)
Kurentovanje 1976 je bil šestnajsti uradni ptujski karneval, 29. februarja, na pustno nedeljo.
Skupaj sta ga že četrto leto zapored organizirala Folklorno društvo Ptuj in Turistično društvo Ptuj. Lepo sončno vreme je privabilo okrog 45,000 obiskovalcev od blizu in daleč. Karnevalske maske so imele letos največ kritik na rovaš krompirja in luka (čebule). Za gledalce so bile na voljo v prodaji papirnate značke z likom kurenta, ki so veljale kot vstopnice, s katerimi so si organizatorji pokrili del stroškov. 

## Spored

### Dopoldanski prikaz etnografskih likov na tržnici
Prikaz 14 etnografskih skupin se je zgodil ob 10. uri na mestni tržnici (Titov trg):
- 1. Pokači (Markovci, Podlehnik)
- 2. Kopjaši (Markovci)
- 3. Orači (Dravinjski Vrh)
- 4. Ples vil s kraljico (Markovci)
- 5. Pustni plesači (Pobrežje pri Vidmu)
- 6. Borovo gostüvanje (Predanovci v Prekmurju)
- 7. Orači (Podlehnik)
- 8. Kopanjarice (Markovci)
- 9. Vleka klade (Spodnja Polskava)
- 10. Maškure (Turčišće pri Čakovcu)
- 11. Orači (Markovci)
- 12. Ploharji (Cirkovci)
- 13. Rusa, Medved, piceki in drugi pustni liki (Markovci)
- 14. Koranti (Markovci)

### Popoldanski sprevod karnevalskih skupin po mestu
Ob 15. uri po mestnih ulicah:
- Dopoldanskim skupinam so se na etnografskem delu popoldanske karnevalske povorke pridružili še:

– Orači (Gerečja vas)
– Kurenti (Budina, Rogoznica, Spuhlja, Pobrežje pri Vidmu, Turnišče pri Ptuju...)
- V karnevalskih maskah oz. pustnih šemah popoldanske karnevalske povorke pa so nastopale:

– 32 karnevalskih skupin (motorizirane in ostale skupine, OŠ Petrinec iz Hrvaške, ptujske osnovne šole in dve godbi na pihala)

## Nagrade
Člani komisije v sestavi Tone Purg (predsednik), Stane Slanič, Peter Malec, Janko Mlakar ter Jože Vrabl so ocenili maske na podlagi domiselnosti, angažiranosti, številčnosti, požrtvovalnosti in urejenosti. Glavna nagrada je znašala 3,000 dinarjev, skupni sklad pa je znašal 40,000 dinarjev.

### Karnevalske skupine
|            | Nastopajoči                                               | Nagrada        |
| ---------- | --------------------------------------------------------- | -------------- |
| 1. nagrada | »Prleško kmečko gostüvanje« (Turistično društvo Polenšak) | 3,000 dinarjev |

## Trasa

### Karnevalska povorka
Folklorni del se je na koncu razšel pri Mladiki, karnevalski del povorke pa v Muršičevi in Cankarjevi ulici.
- Prešernova (start) – Slovenski trg – Murkova – Trg mladinskih delovnih brigad (Mestni trg) – Lackova – Hotel Poetovio – Osojnikova – 
Gregorčičev drevored – Potrčeva – Srbski trg (UE Ptuj) – Miklošičeva – Trg mladinskih delovnih brigad (Mestni trg) – Krempljeva –
Trg svobode (Minoritski trg) – Dravska (zaključek)